# Hrs
Hrs je priimek v Sloveniji, ki ga je po podatkih Statističnega urada Republike Slovenije na dan 1. januarja 2010 uporabljalo 17 oseb.

## Znani nosilci priimka
- Željko Hrs (*1957), igralec